# Voorpost (organisatie)

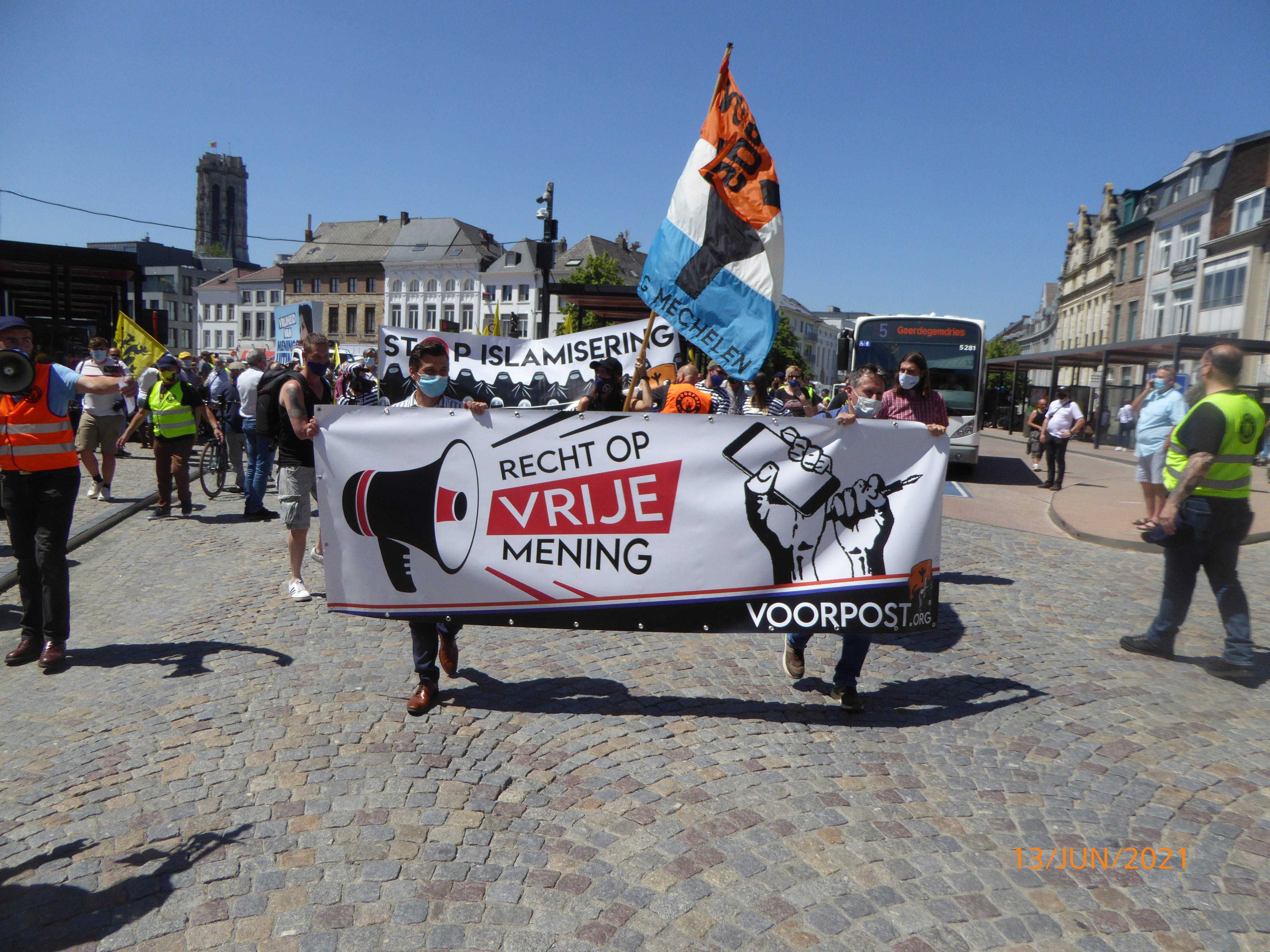
Een Voorpost-manifestatie in Mechelen, juni 2021

Voorpost is een extreemrechtse organisatie werkzaam in Vlaanderen, Nederland, Zuid-Vlaanderen en Zuid-Afrika, die een hereniging van Vlaanderen met Nederland in een Groot-Nederlands ideaal nastreeft. Voorpost beschouwt zichzelf als volksnationalistisch. De organisatie hangt de omstreden omvolkingscomplottheorie aan. Daarnaast zet de groep zich nadrukkelijk af tegen de multiculturele samenleving.

## Afdelingen
Voorpost heeft afdelingen in Nederland, Vlaanderen en Zuid-Afrika. De huidige voorzitter van Voorpost is Bart Vanpachtenbeke (die Johan Vanslambrouck als voorzitter opvolgde). Luc Vermeulen was sedert de oprichting van Voorpost tot en met 2013 actieleider voor de Vlaamse afdelingen. Tegenwoordig vervult Nick van Mieghem deze rol.
Florens van der Kooi (de voormalige voorzitter van de Nieuwe Nationale Partij) is actieleider van de Nederlandse afdelingen. Voorpost gaf tot 2019 het tijdschrift Revolte uit.
De organisatie is gestructureerd middels kringen en kernen. De kringen kenmerken zich door een eigen Voorpost-vaandel, een prinsenvlag met de Elhaz-levensrune en naam van de afdeling. De prinsenvlag wordt in Nederland vaak in verband gebracht met de Nationaal-Socialistische Beweging, terwijl in België deze connotatie in mindere mate aanwezig is.
De militanten van de actiegroep dragen bij bepaalde gelegenheden een uniform (lichtblauw hemd, donkerblauwe broek of rok).
In de beginperiode marcheerden de militanten bij Vlaams-nationalistische massa-manifestaties (Vlaams Nationaal Zangfeest, IJzerbedevaart) in formaties op de openbare weg. Hiervan is men afgestapt sedert de wetten op de private milities strenger werden.

### Voorpost in Nederland
Kringen: Haaglanden, Rijnmond, Drenthe, Veluwe, Twente, Midland, Utrecht

### Voorpost in Vlaanderen
Kringen: Antwerpen/Kempen, Limburg, Waasland/Dendermonde, Westland, Gent, Getevallei

### Voorpost in Zuid-Afrika
In Zuid-Afrika is Voorpost opgenomen in Die Dietse Federasie van Henk van de Graaf. In Zuid-Afrika propageert de organisatie voor de bescherming van blanke Afrikaners tegen vermeend zwart racisme.

## Geschiedenis

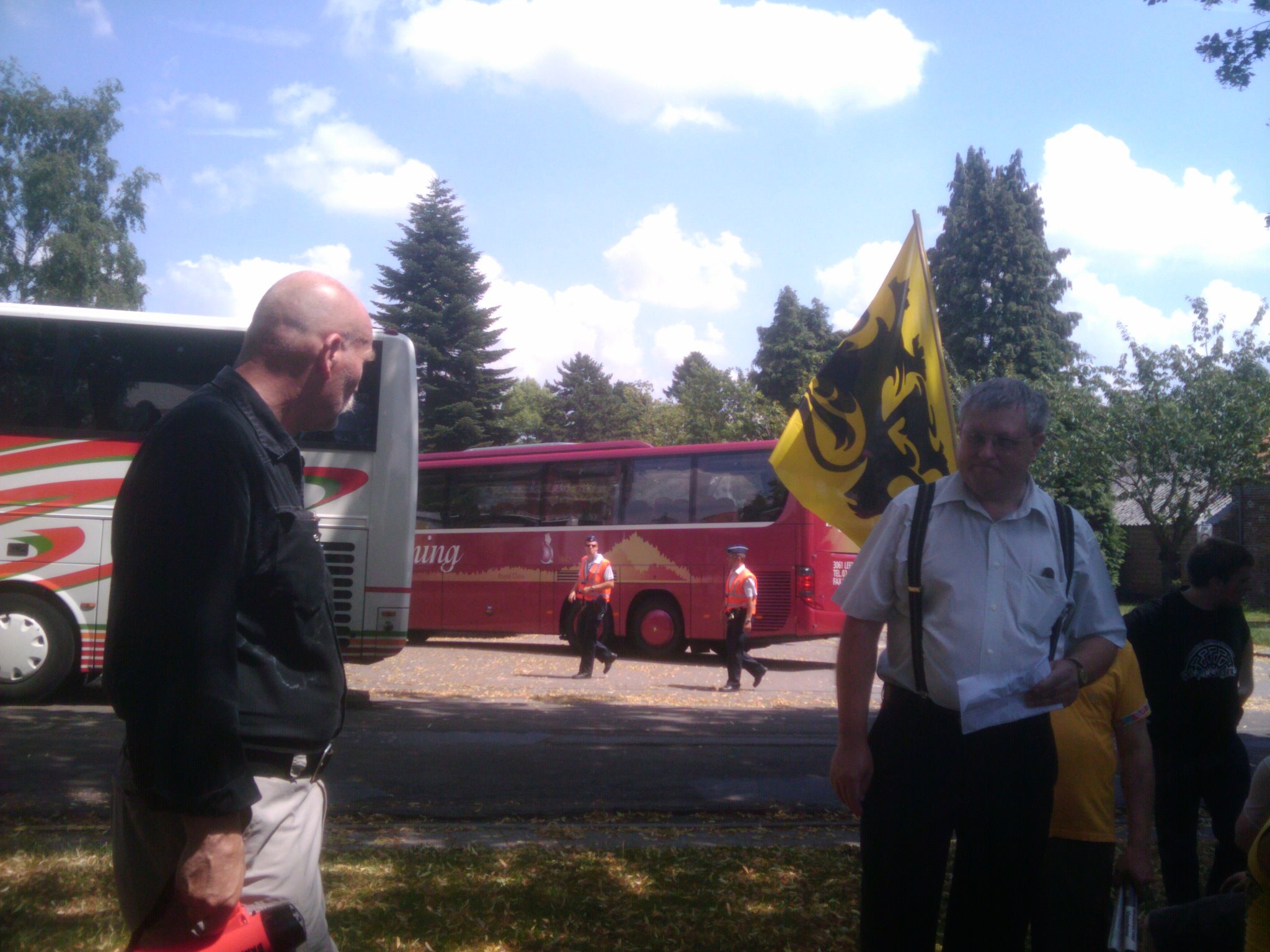
Luc Vermeulen (links) en Johan Vanslambrouck (rechts), leiders van Voorpost Vlaanderen, juli 2010

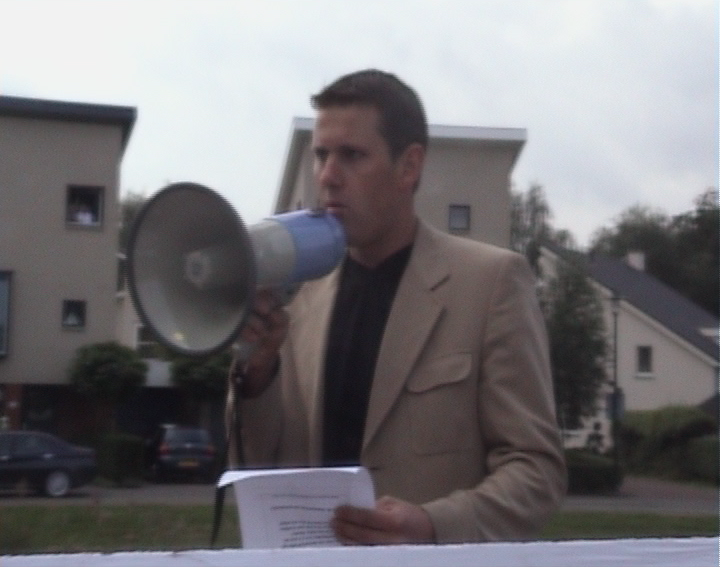
Florens van der Kooi, actieleider voor Nederland, september 2004

Voorpost is in 1976 opgericht in Vlaanderen, en opende in 1978 een afdeling in Nederland. Het vroege Voorpost liet zich kenmerken door zijn banden met het neonazisme; zo waren er in de beginjaren contacten met de Junge Nationaldemokraten (JN), de jongerenorganisatie van de nationaalsocialistische Nationaldemokratische Partei Deutschlands (NPD). Ook was Roeland Raes, voormalig politicus van het Vlaams Blok en veroordeeld holocaustontkenner, de eerste hoofdredacteur van het organisatieblad Revolte. De eerste voorzitter van Voorpost was Francis Van den Eynde, tot in 2010 Vlaams volksvertegenwoordiger in Gent. Ook was Van den Eynde van 1999 tot 2001 ondervoorzitter van de Kamer, totdat hij deze functie moest opgeven vanwege banden met het Sint-Maartenfonds, een groepering van oud-Oostfrontstrijders en ex-nazi’s.
Luc Vermeulen was de eerste actieleider van Voorpost Vlaanderen. De oprichter van de afdeling in Nederland was Frie Verbrugge, thans overleden.
In mei 2008 diende het Vlaamse Gewest een klacht in tegen voorzitter Johan Vanslambrouck, actieleider Luc Vermeulen en de organisatie Voorpost omtrent wildplakken en bendevorming. Vier jaar later werden beide heren en de organisatie op 21 mei 2012 door de correctionele rechtbank van Antwerpen van deze beschuldigingen vrijgesproken.
In 2021 werden vier leden door de rechtbank van Mechelen veroordeeld voor aanzet tot haat en geweld wegens het ophouden van spandoeken met leuzen die de rechtbank ongepast achtte. Deze uitspraak leidde op 13 juni tot een betoging, die bijgewoond werd door verschillende prominente figuren uit de Vlaamse beweging. Het vonnis werd later nietig verklaard omdat het hof zich onbevoegd achtte.

## Standpunten
Voorpost hangt de omstreden omvolkingstheorie aan, waarbij gesteld wordt dat er een complot zou zijn om de Europese bevolking te vervangen met migranten. Deze theorie wordt vaak omschreven als een racistische complottheorie.
Voorpost beschouwt het Nederlandse koningshuis als voorvechter van de eenheid tussen Nederland en Vlaanderen; dat sluit aan bij het standpunt van de orangisten, al laat ze de ruimte tot discussie hieromtrent open. Zo zijn er vele leden van Voorpost die tevens een Nederlands republikeins standpunt innemen dat vaak geïnspireerd is door de historische Republiek der Zeven Verenigde Nederlanden. In België is Voorpost wel resoluut tegen het Belgische koningshuis.

## Publieke acties

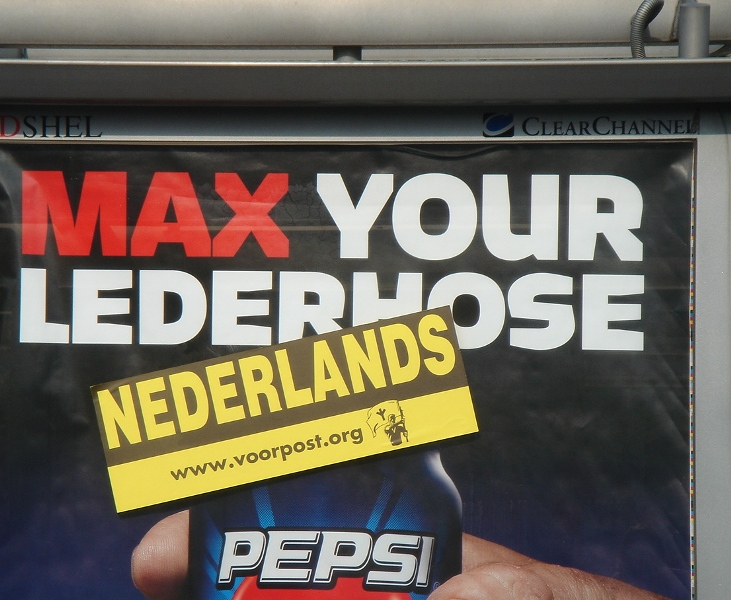
Een taalactie van Voorpost te Gent-Sint-Pieters tegen de verengelsing en verduitsing, april 2007

Jaarlijks rond Kerstmis en Oud en Nieuw organiseert Voorpost de actie Z11-Z11-Z11 ("zelf, zelf, zelf"). Tijdens deze actie verdeelt Voorpost voedselpakketten enkel onder behoeftigen onder de autochtone Nederlandstalige bevolking.
De naam Z11-Z11-Z11 is een toespeling op de naam van 11.11.11, de Vlaamse koepel-organisatie voor ontwikkelingssamenwerking. Voorpost noemt deze actie "een volwaardig alternatief om een sociale actie te steunen, een sociale actie voor mensen in nood van ons eigen volk.
Op 27 juli 2006 dreigde Voorpost Vlaanderen met acties tegen eventuele schoolbezettingen door mensen zonder papieren door zelf scholen te gaan bezetten vanaf 1 september 2006, bij de aanvang van het nieuwe schooljaar. Voorpost stelde dat scholen niet kunnen worden ingezet als 'politiek wapen' omdat dit in tegenspraak zou zijn met artikel 41 van de wet op het onderwijs, dat stelt dat het onderwijs, politiek neutraal hoort te zijn. De actie verwees naar de uitspraak van Mieke Van Hecke, directeur-generaal van de katholieke onderwijskoepel, die de schooldirecties de mogelijkheid bood tijdelijk mensen zonder papieren op te vangen in schoolgebouwen.
De organisatie Voorpost wees de burgemeesters er ook op dat ze "de verdomde plicht hebben door illegalen en uitgeprocedeerden bezette gebouwen te ontruimen en de bezetters te laten overbrengen naar hun vaderland of naar de gesloten asielcentra."
In augustus 2008 trok Voorpost Nederland aandacht door de presentatie van het boek Klimaatactivist in de politiek van het voormalig GroenLinks-Kamerlid Wijnand Duyvendak te verstoren met leuzen en pamfletten. Ook werd Duyvendak getaart. Enkele dagen voor de presentatie van het boek kwam Duyvendak in het nieuws met betrekking tot een inbraak in een Haags ministerie in de jaren tachtig.
Op 8 november 2008 bezette een deel van de organisatie een McDonald's-filiaal in IJsselstein. De actie was een protest tegen wat Voorpost ziet als de veramerikanisering van de (Nederlandse) maatschappij en de wijze waarop het milieu wordt uitgeput voor het verkrijgen en bereiden van het voedsel dat McDonald's verkoopt. De politie maakte dezelfde dag nog een einde aan de bezetting.
Op 1 maart 2009 organiseerde Voorpost een demonstratie in Maastricht tegen het Nederlandse drugsbeleid waar 300 mensen op af kwamen. Tegendemonstranten van de Anti-Fascistische Actie (AFA) protesteerden hiertegen en probeerden de Voorpost-betoging te bereiken in een poging deze te blokkeren. De demonstraties van Voorpost en AFA vonden plaats aan verschillende kanten van de Maas. De tegendemonstranten probeerden een brug over te steken maar werden door de politie teruggedreven.
Op 25 september 2012 werd er in Den Haag een beeld van Nelson Mandela onthuld door de Zuid-Afrikaanse voormalig aartsbisschop Desmond Tutu. Hierbij werd door enkele leden van Voorpost geprotesteerd tegen de moorden op blanke boeren in Zuid-Afrika. Vijf mensen werden opgepakt wegens verstoring van de plechtigheid.
In december 2017 organiseerde de organisatie een 'patrouille' in Hoek van Holland met als doel 'illegalen te zoeken'. Bij dit bericht heeft Voorpost een video geplaatst waarin te zien is dat mannen met banden van Voorpost door de duinen lopen en bunkers doorzoeken. Naar aanleiding hiervan heeft het Rotterdamse CDA de gemeenteraad om opheldering gevraagd. De partij heeft deze zoekacties beschreven als 'hoogst onwenselijk' en 'een gevaar voor de openbare orde'.
Op 20 januari 2018 ondersteunden leden van Voorpost een PVV-demonstratie in Rotterdam.
Op 20 februari 2020 werden ramen van islamitische scholen in Schiedam door Voorpost volgeplakt met anti-islamitische posters.
Op 22 mei 2021 werden drie leden samen met een lid van de Anti-Fascistische Aktie aangehouden bij een protest tegen het Eurovisiesongfestival.
In januari 2023 plaatste de Vlaamse tak van Voorpost een bordje met de tekst "Wat haat vernielde zal liefde heropbouwen" op het vernielde graf van de Vlaamse collaborateur August Borms. Borms was in de Eerste Wereldoorlog lid van de Raad van Vlaanderen en collaboreerde in de Tweede Wereldoorlog opnieuw door voorzitter te worden van de Bormscommissie. Na de oorlog werd hij ter dood veroordeeld en geëxecuteerd. Het graf is een bedevaartsoord voor Vlaamse rechts-radicalen en neonazi's.
Op 11 mei 2024 kregen leden van Voorpost een rondleiding in de Tweede Kamer in Den Haag, nadat ze op 24 april in dezelfde stad bij het monument van Willem van Oranje de tweede editie van een jaarlijkse herdenkingsbijeenkomst hadden georganiseerd. Op de Willem van Oranjeherdenking van 24 april kwam een groep tegendemonstranten van antifascisten en de radicaal-linkse Haagse Stadspartij af.

## Kritiek
De AIVD kwalificeerde de organisatie in 2008 en 2010 als nationalistisch en extreemrechts. De AIVD stelde in het laatste rapport dat Voorpost "geen antidemocratische doelen" heeft en ze ook "geen ondemocratische middelen" inzet.
Sinds 1986 stelde de Nederlandse vakbond Abvakabo FNV samen met de Anne Frank Stichting een lijst op met organisaties die door hen als fascistisch en racistisch worden beschouwd en waarvan men het lidmaatschap onverenigbaar acht met dat van de vakbond. Voorpost staat op deze lijst. In 2012 oordeelde de Commissie gelijke behandeling dat het weren van leden van Voorpost verboden onderscheid is op grond van politieke gezindheid.